# Mistrzostwa Polski w Łyżwiarstwie Szybkim w Wieloboju Sprinterskim 1996
15. Mistrzostwa Polski w wieloboju sprinterskim odbyły się w dniach 3-4 lutego 1996 roku na torze Stegny w Warszawie.

## Kobiety
| Pozycja | Zawodniczka         | Klub                       | 500 m | Pkt. | 1000 m | Pkt. | 500 m | Pkt. | 1000 m | Pkt. | Suma pkt. |
| ------- | ------------------- | -------------------------- | ----- | ---- | ------ | ---- | ----- | ---- | ------ | ---- | --------- |
| 01 !    | Aneta Ronek         | Pilica Tomaszów Mazowiecki |       |      |        |      |       |      |        |      | 184,850   |
| 02 !    | Maja Ufel-Buczyńska | Orzeł Elbląg               |       |      |        |      |       |      |        |      | 185,550   |
| 03 !    | Bogumiła Bylinka    | Pilica Tomaszów Mazowiecki |       |      |        |      |       |      |        |      | 186,650   |

## Mężczyźni
| Pozycja | Zawodnik       | Klub              | 500 m | Pkt. | 1000 m | Pkt. | 500 m | Pkt. | 1000 m | Pkt. | Suma pkt. |
| ------- | -------------- | ----------------- | ----- | ---- | ------ | ---- | ----- | ---- | ------ | ---- | --------- |
| 01 !    | Tomasz Świst   | Podhale Nowy Targ |       |      |        |      |       |      |        |      | 158,350   |
| 02 !    | Paweł Jaroszek | Pionki            |       |      |        |      |       |      |        |      | 162,800   |
| 03 !    | Witold Mazur   | Zryw Sanok        |       |      |        |      |       |      |        |      | 163,000   |